# The Almighty Trigger Happy
The Almighty Trigger Happy, ou simplement Trigger Happy, est un groupe canadien de punk rock, originaire de Toronto, en Ontario.

## Histoire
Le groupe est formé en 1991 sous le nom de Trigger Happy, et sort son premier album Killatron 2000 sur le label Raw Energy en 1994,, suivi d'un autre album studio, I'll Shut Up When You Fuck Off, sorti en 1996. Le groupe s'appelle désormais The Almighty Trigger Happy. Le disque sort en Europe l'année suivante sur le label Bad Taste Records.
D'autres albums suivent : The Almighty Trigger Happy/Misconduct (split album avec Misconduct, 1998), un split single avec Sidecar (Fast Music, 1998), et le troisième et dernier album studio du groupe, I Hate Us (1999),. Peu après cet album, le groupe se sépare en hiver 1999.
2000 assiste à la sortie de As a Matter of Fact (split album avec Good Riddance, Ill Repute et Satanic Surfers). Le deuxième album du groupe, I Hate Us, est réédité en 2004. En 2004, I Hate Us est réédité sous le titre I Hate Us Even More. À cette occasion, le groupe se reforme pour quelques concerts. En 2014, Al Nolan des Almighty Trigger Happy joue au Riot Fest, mais une violente altercation éclate entre lui et Dallas Green de City and Colour. Le groupe présentera ses excuses par la suite.

## Discographie

### Albums studio
- 1994 : Killatron 2000
- 1996 : I'll Shut Up When You Fuck Off
- 1998 : As a Matter of Fact
- 1999 : I Hate Us
- 2000 : The Almighty Trigger Happy/Misconduct

### Singles
- 1998 : Sidecar/The Almighty Trigger Happy